# Sara Simeoni
Sara Simeoni (Rivoli Veronese, Verona, 19 de abril de 1953) es una atleta italiana especialista en salto de altura que fue campeona olímpica en los Juegos de Moscú 1980, y plata en los de Montreal 1976 y Los Ángeles 1984. Además fue plusmarquista mundial con 2.01 m en 1978.

## Trayectoria
En su adolescencia su máxima aspiración era convertirse en bailarina de ballet clásico, e incluso aprobó el ingreso para La Scala de Milán.
Comenzó a practicar el salto de altura con trece años, en 1966, aunque entonces todavía se saltaba con el estilo de la "tijera". Fue en 1969 cuando cambió al estilo "Fosbury Flop", siendo una de las primeras mujeres en hacerlo. En 1970 se proclamó por primera vez campeona de Italia.
Sara Simeoni fue una saltadora que siempre dio lo mejor de si en las grandes competiciones, cuando la presión era mayor, y normalmente hacía sus mejores marcas en las grandes citas. El primer evento importante en el que participó fueron los Campeonatos de Europa de 1971 en Helsinki, donde con 18 años acabó en novena posición, con 1,78m, que en aquellos momentos fue su récord personal.
En los Juegos Olímpicos de Múnich 1972 sorprendió metiéndose en la final, en una competición ganada por la jovencita alemana de dieciséis años Ulrike Meyfarth. Simeoni acabó en una muy meritoria sexta plaza, saltando 1,85m, y superando en cinco centímetros su marca personal. 
Luego llegaron los Campeonatos de Europa de Roma en 1974. Pese a no ser una de las favoritas, volvió a mejorar su marca personal y con 1,89 m se colgó la medalla de bronce. En esa competición la alemana Rosemarie Ackermann batía el récord mundial con 1,9 m.
En su segunda final olímpica, la de Montreal 1976, Rosemarie Ackermann y Sara Simeoni protagonizaron un duelo muy reñido. Ambas saltaron 1,91 m en su primera tentativa, pero finalmente Acermann logró pasar los 1,93 m y se llevó la medalla de oro. Simeoni fue plata con 1,91m, una nueva marca personal, y su mayor éxito hasta la fecha.
Al año siguiente, 1977, Ackermann y Simeoni volvieron a verse las caras en Düsseldorf, durante la Copa del Mundo. Una semana antes, Ackermann se había convertido en la primera mujer en la historia en superar los dos metros. En Düsseldorf volvió a ganar Ackermann.
Al finalizar 1977, Simeoni tenía una mejor marca de 1,93m, siete centímetros menos que la de su gran rival, y en esas condiciones parecía difícil hacerle sombra. Sin embargo en 1978 Simeoni daría un gran salto de calidad, y gracias a una mejora de su preparación, mejoró rápidamente. Ya en el invierno consiguió 1,97 m en pista cubierta.
En agosto, ya al aire libre, en una reunión internacional celebrada en Brescia entre Italia y Polonia, y tras hacer su mejor marca con 1,98m, puso el listón en 2,01 m para intentar batir el récord mundial de Ackermann. Para sorpresa de todos, en su segunda tentativa consiguió pasar la barra. Simeoni había batido el récord del mundo.
Un mes después eran los Campeonatos de Europa de Praga, en los que la rivalidad entre Ackermann y Simeoni en el salto de altura era uno de los grandes atractivos. Hay que tener en cuenta que por esta época ambas eras muy superiores a todas las demás. En Praga Simeoni saltó 1,99 m en su primera tentativa, mientras Ackermann necesitó dos intentos. La siguiente altura eran 2,01m, que significaba igualar el récord mundial, y solo Simeoni consiguió pasar el listón, ganando así la medalla de oro, y consagrándose como la mejor saltadora del momento.
En los Juegos Olímpicos de Moscú 1980, estuvieron presentes Simeoni y Ackermann, pero esta vez Simeoni era de largo la gran favorita frente a una Ackermann disminuida por continuas lesiones. Sara Simeoni ganó en Moscú su primera y única medalla de oro olímpica con 1,97m, nuevo récord olímpico. Ackermann solo fue cuarta.
Por esta época Simeoni empezó a tener problemas con las lesiones, aquejada de una persistente tendinitis. En los Campeonatos de Europa de Atenas 1982 fue medalla de bronce con 1,97m, y tuvo que ver como una renacida Ulrike Meyfarth (la campeona olímpica de 1972) no solo ganaba el oro sino que le quitaba el récord mundial saltando 2,02m.
Sus problemas con la tendinitis eran tan evidentes que en los I Campeonatos Mundiales de Helsinki 1983, no consiguió ni siquiera pasar a la final. Casi todos daban ya a Simeoni por acabada.
Sin embargo su leyenda decía que siempre daba lo mejor de si en las grandes citas, y durante los Juegos Olímpicos de Los Ángeles 1984, a los que llegó con 31 años, demostró una capacidad competitiva poco común. Esa final olímpica fue especial por muchos motivos, pues en ella se vieron las caras dos veteranas que ya habían estado en la final olímpica de Múnich, doce años antes: Sara Simeroni y Ulrike Meyfarth.
En la final Simeoni consiguió franquear el listón situado en 2,00 m y superar los 2 m por primera vez desde 1978. Por desgracia para Simeoni, Ulrike Meyfarth consiguió elevarse sobre 2,02 y ganó la medalla de oro, pero la plata de Simeoni era un resultado extraordinario. 
Simeoni no se retiró tras los Juegos pero ya no volvería a tener buenos resultados. Su retirada se produjo tras los Campeonatos de Europa de 1986 en Stuttgart, en los que no consiguió pasar a la final. Así ponía el cierre a una carrera deportiva ejemplar, repleta de éxitos, y en la que destacó su capacidad de crecerse ante los mayores retos y desafíos. 
Simeoni fue 25 veces campeona de Italia (trece al aire libre y diez en pista cubierta), y sus 2,01 m conseguidos en 1978 permanecieron como récord de su país durante 29 años, hasta que fue batido el 8 de junio de 2007 en Turín por Antonietta Di Martino con 2,02m.
Está considerada como una de las mejores atletas italianas de la historia.[cita requerida]